# Jahresbericht der Pollichia
Jahresbericht der Pollichia (abreviado Jahresber. Pollichia) fue una revista con ilustraciones y descripciones botánicas que fue editada en Alemania. Se publicaron 46 números desde el año 1843 hasta 1888, con el nombre de Jahresbericht der Pollichia, eines Naturwissenschaftlichen Vereins der bayerischen Pfalz. 
Desde el número 13 (1855) fue publicado en el nombre de Vereins der Rheinpfalz y reemplazada por Mitteilungen der Pollichia, eines Naturwissenschaftlichen Vereins der Rheinpfalz.